# Estrellita, esa pobre campesina
Estrellita, esa pobre campesina fue una telenovela argentina que se transmitió por Canal 13.
Protagonizada por Marta González y Germán Kraus. Contó con las actuaciones antagónicas de Gabriela Gili, Nora Massi y Beatriz Iribar.

## Sinopsis
Estrellita, una campesina ignorante, trabajadora y de gran corazón quedando huérfana al morir su madre, acepta la propuesta de su madrina (Tina Helba) de emplearse como mucama en la casa donde ella sirve.
Así llega a la ciudad y a la mansión de los Castro Méndez. Es recibida con hostilidad por Graciela (Nora Massi) y víctima de la maldad de Angelina (Gabriela Gili) qué cínicamente y con la colaboración de Mirtha (Beatriz Iribar) su enfermera finge una falsa parálisis producto de un accidente sufrido junto a su esposo Gustavo (Germán Krauss) al que responsabiliza del hecho y quién con un gran sentido de culpa permanece junto a ella sin amarla.
En realidad el accidente ocurrió cuando Gustavo planteó la separación a Angelina cansado de su egoísmo y superficialidad y fatalmente su auto derrapó y volcó. El trato de Miguel, esposo de Graciela y padre de Angelina y de su madre Mercedes es totalmente distinto ya que empiezan a querer mucho a Estrellita.
Tampoco Gustavo es indiferente a la inocencia y bondad de Estrellita y terminan enamorándose aunque ninguno quiere admitirlo. Viendo las despóticas actitudes de su esposa e hija Miguel les confiesa que en realidad Estrellita es su hija lo que provoca un gran escàndalo familiar. 
Gustavo y Estrellita ven que su amor será imposible debido a la verdad revelada. Veladamente tanto Angelina como Graciela no dejarán de atormentar a Estrellita que pese a ocupar un lugar distinto sufre mucho.
Pese a todo Gustavo y la campesina se dejan llevar por la pasión y aL poco tiempo Estrellita descubre que está embarazada y no pudiendo enfrentar la situación miente ante todos y ayudada por el hijo de su madrina Sergio (Alfonso de Grazia) dice que él es el padre de su hijo y escapa. 
Paralelamente Miguel descubre que su amigo de toda la vida, Álvaro (Iván Grondona) es el verdadero padre de Angelina y por eso pide el divorcio a su esposa adùltera y la expulsa de la casa. Desesperado Sergio le confiesa la verdad a Gustavo y esté enfrenta a su esposa diciéndole que pese a su invalidez se divorciará de ella para unirse a Estrellita qu está esperando un hijo suyo La furia de Angelina hace que revele su verdadero estado y se ponga de pie para espanto de todos.
Lo que ignoran es que la pérfida muchacha ha contratado un detective y conoce el paradero de Estrellita y es entonces cuando decide vengarse. Intenta matar a Estrellita empujándola por una escalera pero es ella la que cae en la lucha y ahora si queda paralítica. Estrellita y Gustavo se casan. Álvaro, Graciela y Angelina deciden irse a Lima y como último deseo Angelina pide a Gustavo que la lleve al aeropuerto y en el trayecto provoca un accidente en el que muere.
Gustavo se salva pero ha perdido la memoria, al conocer la noticia del fallecimiento de Angelina, Álvaro sufre un infarto y muere Mirtha, al ser despedida se ubica en el hospital donde son llevados Angelina y Gustavo y le informa la novedad a Graciela.
En complicidad con un inescrupuloso médico llevan al joven a una clínica. Tantos momentos desafortunados hacen que Estrellita tenga un parto prematuro. En el apuro por llegar a confortar a la joven Miguel y su madre sufren un accidente y mueren. Sola, sin medios ya que Graciela ha robado el testamento de Miguel y con una hija comenzará su lucha por encontrar a su desaparecido marido. Pasarán dos años, será ayudada por su madrina y Sergio. Se empleará en la casa de un médico cuya familia tiene diversos problemas pero la vida volverá a reencontrarla fortuìtamente con Gustavo que no recuerda nada de ella y el amor que vivieron. Entonces Estrellita se convertirá en una fiera, desafiará la maldad y mentiras de Graciela y de Mirtha. Se propondrá recuperar los bienes que le corresponden y hará que su esposo tenga contacto con su hija de la que no tiene idea de su existencia y nuevamente se convertirá en mucama de la casa que habitan esperando el día en que Gustavo la reconozca.

## Elenco
- Marta González - Estrella "Estrellita" Castro Méndez de Cáceres / Estrella "Estrellita" Guillén
- Germán Kraus - Gustavo Cáceres
- Gabriela Gili - Angelina Castro Méndez de Cáceres
- Beatriz Iribar - Mirtha Valdés
- Mecha Ortiz - Mercedes de Castro Méndez
- Francisco de Paula - Miguel de Castro Méndez
- Nora Massi - Graciela de Castro Méndez
- Alfonso de Grazia - Sergio
- Enrique Liporace - Bernardo
- Luisina Brando - Fedra "Fefa" Martínez
- Iván Grondona - Álvaro Escalada
- Tina Helba - Josefina
- Perla Santalla - Cristina
- Arturo Puig - Leonardo
- Rodolfo Morandi - Alejandro
- Elsa Piuselli - Laura
- Mabel Pessen - Catalina "Caty"
- Juan Carlos Lima - Dr. Gonzalo Montero
- Hugo Asencio - Frankie
- Celia Cadaval - Liliana "Lily" Almada
- Marta Cipriano - Virginia
- María Estela Lorca - Isabel
- Jorge Beltrán - Sandro Quiroga
- Celina Tell - Amparo
- Dora Perrone - Petrona
- Roberto Vilas - José Julián

## Equipo técnico
- Historia original: Delia Fiallo
- Adaptación: Armando Baielli
- Escenografía: Ëlida Hernández
- Iluminación: Francisco Palau
- Asistente de dirección: Carlos Cunill
- Dirección: Roberto Denis
- Producción: Jacinto Pérez Heredia
- Tema: Estrellita sureña
- Intérpetre: Víctor Velázquez

## Versiones
- Lucecita, telenovela realizada por la cadena Venevisión en el año de 1967, y protagonizada por Marina Baura y José Bardina.
- Lucecita, telenovela realizada por la cadena Venevisión en el año de 1972, y protagonizada por Adita Riera y Humberto García.
- Lucecita, película realizada en 1976 y protagonizada por Analía Gade y Juan Luis Galiardo.
- Estrellita mía, realizada en 1987 y protagonizada por Andrea del Boca y Ricardo Darín.
- Lucerito, realizada por Jorge Barón TV en 1992 y protagonizada por Linda Lucía Callejas y Guillermo Gálvez.
- Luz María, realizada por América TV en 1998 y protagonizada por Angie Cepeda y Christian Meier.